# Grupa generała Stanisława Hallera
Grupa generała Stanisława Hallera – wyższy związek taktyczny Wojska Polskiego okresu wojny polsko-bolszewickiej.

## Zadanie i walki grupy
Grupa sformowana została w czasie walk o Zamość. Jej zadaniem było: podczas, gdy dywizje 10-a, 2-a, oraz 7-a zamkną Budionnemu kierunki na zachód i północ – odciąć mu ostatnie drogi na południe (do Lwowa) i na wschód (na Wołyń).
Komunikat Sztabu Generalnego z 1 września 1920 podawał:

Decydująca rolę w bitwie odegrała grupa pościgowa generała Stanisława Hallera, która od paru już dni, znajdując się na tyłach Budionnego, z niezwykłą zaciętością posuwała się w ślad za głównymi jego siłami i dnia 31 sierpnia uderzyła w kierunku na Zamość od wschodu. Budionny widząc grożące niebezpieczeństwo, rozpoczął gwałtowny odwrót, napotykając wszędzie na silny opór okalających go naszych oddziałów. W okolicy Wolicy Śniatyckiej, Miączyna i Zawalewa wywiązały się niezwykle ostre walki, w których poszczególne dywizje nieprzyjacielskie, nie bacząc na olbrzymie straty, parokrotnie ponawiały swe szarże kawaleryjskie, Armja konna w walkach tych została rozbita.

## Struktura organizacyjna
Skład w lipcu  1920:
- dowództwo grupy
- 13 Kresowa Dywizja Piechoty
- 1 Dywizja Jazdy

Skład w 10 września 1920:
- dowództwo grupy
- 9 Dywizja Piechoty
- 13 Dywizja Piechoty
- 1 Dywizja Jazdy
- 2 Dywizja Jazdy